# Alstroemeria pseudospathulata
Alstroemeria pseudospathulata este o specie de plante monocotiledonate din genul Alstroemeria, familia Alstroemeriaceae, descrisă de Ehrentraut Bayer. Conform Catalogue of Life specia Alstroemeria pseudospathulata nu are subspecii cunoscute.